# Mikro-Kraft-Wärme-Kopplung
Die Mikro-Kraft-Wärme-Kopplung (Mikro-KWK) deckt das unterste Leistungssegment von Kraft-Wärme-Kopplungsanlagen (KWK) ab. Sie ist vor allem für den gebäudeintegrierten Einsatz bei Ein- und Mehrfamilienhäusern sowie im Kleingewerbe geeignet.
Die Anlagen werden meist im Heizungskeller installiert und werden so dimensioniert, dass sie die elektrische Grundlast des Gebäudes und den Energiebedarf der Warmwassererzeugung abdecken.  
Zur Beheizung des Gebäudes im Winter wird in der Regel ein zusätzlicher Wärmeerzeuger benötigt.
Mikro-KWK Anlagen bestehen entweder aus einem Mikro-Blockheizkraftwerke (Mikro-BHKW) oder einer Brennstoffzelle, jeweils mit Abwärmenutzung für die Brauchwassererwärmung und die Raumheizung. 
Durch die dezentrale Energiewandlung reduzieren sich elektrische und vor allem thermische Übertragungsverluste. Im Vergleich zu reinen Verbrennungsprozessen für die Bereitstellung von Nutzwärme wird ein hoher exergetischer Gütegrad erreicht. 

## Abgrenzung
In Anlehnung an eine dreiphasige Einspeisung ins Niederspannungsnetz schlagen Pehnt et al. 2006 eine Klassifizierung als Micro-KWK Anlage bis zu einer elektrischen Leistung von 15 kW vor.
Eine Differenzierung kann auch nach eingespeister Jahresstrommenge erfolgen, da für kleine Anlagen in der Regel keine Leistungsmessung erfolgt. Auf der Verbraucherseite haben Netzbetreiber bis zu einer bezogenen Jahresarbeit von 100.000 kWh standardisierte Lastprofile anzuwenden (§ 12 StromNZV).
Auch kann ein zweidimensionales Kriterium verwendet werden: <11 kWel und <70 kW Brennstoffwärmeleistung. Das resultiert aus der Gasgeräterichtlinie 90/396/EWG, die für die Erteilung eines CE-Zertifikates bei Gasgeräten bis 70 kWth von Bedeutung ist. Die 11 kWel ergeben sich als kleinster gemeinsamer Nenner im europäischen Binnenmarkt.
Auch die EN 50438, eine elektrotechnische Norm für Mikrogeneratoren, beschränkt sich auf einen Nennwert bis zu 16 A pro Phase, d. h. dreiphasig rund 11 kVA Scheinleistung, was bei einem Leistungsfaktor cos φ = 0,9 etwa 10 kWel Wirkleistung ergibt.
Die Unterklasse der stromerzeugenden Heizungen für Ein- und Zweifamilienhäuser wird Nano-KWK (bzw. Nano-BHKW) genannt. Die elektrische Leistung liegt meist bei 1 kW, es sind aber auch andere Anlagengrößen verfügbar. Als Abgrenzung empfiehlt sich ein einphasiger Nennstrom bis 16 A analog zur EN 50438 (Anforderung an Mikrogeneratoren), d. h. einer Scheinleistung 3,68 kVA. Die Geräte werden in Kombination mit einem integrierten oder externen Spitzenlastbrenner (20–30 kWth) ausgeliefert, der die maximale Wärmelast im Winter liefert.

### Mini-KWK
Weiterhin beschränkt die KWK-Richtlinie 2004/8/EG den Begriff „KWK-Kleinstanlage“ auf eine Leistung kleiner 50 kWel. Auch findet sich im KWK-Gesetz für Anlagen unter 50 kWel eine weitere Stufe im KWK-Zuschlag auf den erzeugten Strom aus Kraft-Wärme-Kopplung. Ebenfalls hatte das erste „Impulsprogramm Mini-KWK-Anlagen“ (September 2008) aus dem Bundesumweltministeriums die 50 kWel als obere Grenze für die Gewährung eines Investitionszuschusses. Daher bietet es sich an, diese etwas weiter gefasste Klasse bis 50 kWel Mini-KWK zu nennen.
Der Unterschied von Mikro-KWK zu Mini-KWK besteht darin, dass erstere überwiegend objektintegriert installiert wird, bei der letzteren aber auch schon kleine Nahwärmenetze versorgt werden können. Beiden ist gemein, dass sie im Gegensatz zur großen BHKW und Heizkraftwerken das Potential haben, als Serienprodukt in die Massenfertigung zu gelangen.

## Technik
Bei einem Blockheizkraftwerk (BHKW) wird der Energieträger, meist Erdgas, aber auch Flüssiggas, Heizöl, Pflanzenöl oder Holz in einem thermodynamischen Kreisprozess genutzt, um mechanische Energie und daraus elektrische Energie zu generieren. Die Abwärme wird in das Heizungssystem des Gebäudes eingekoppelt. Der Strom wird selbst genutzt, der Saldo über das Netz ausgeglichen. In der Marktübersicht werden Beispiele aufgezählt, die zu technischen Details der verschiedenen Mikro-KWK-Varianten verlinken. Noch fehlt allerdings ein Massenmarkt, der nicht nur den technischen Fortschritt vorantreibt, sondern auch die Produktionskosten gemäß der Lernrate senkt.
Um auch im Sommer auf genügende Laufzeiten des KWK-Aggregats zu kommen, ist es wichtig, dass auch die Warmwassererzeugung zentral erfolgt. In der Regel sind die Anlagen so ausgelegt, dass die Grundlast an Wärme (Warmwasser + Übergangszeit) durch das BHKW bereitgestellt und der Spitzenwärmebedarf für die kalten Wintertage durch einen Zusatzbrenner geliefert wird. Ein Wärmespeicher entkoppelt die Wärme- von der Stromlieferung und erlaubt neben einer taktungsarmen Fahrweise den Betrieb zu Zeiten mit hohem Eigenstrombedarf.

### Verbrennungsmotor
Das motorische Blockheizkraftwerk ist eine ausgereifte Technologie, die von der hundertjährigen Entwicklungsgeschichte von Otto- und Dieselmotoren profitiert. Auch bei Kleinst-KWK sind Anwendungserfahrungen seit den 1990er Jahren vorhanden. Neben Erdgas und Flüssiggas werden Heizöl und auch Pflanzenöl eingesetzt.
Neben der erprobten Technik ist beim Motor-BHKW der hohe elektrische und thermische Wirkungsgrad positiv hervorzuheben (elektrisch 20 bis 25 %, gesamt etwa 80 bis 90 %).
Negativ an den Motor-BHKW sind die hohen Wartungskosten, die hauptsächlich durch die Ölwechselintervalle begründet sind. Weiterhin sind die im Vergleich zu anderen Typen hohen Emissionen zu nennen, die die interne Verbrennung mit sich bringt. Darüber hinaus stören die Lärmentwicklung und Schwingungen, die man durch Kapselung auf ein akzeptables Maß eindämmt.

### Stirlingmotor
Der Stirlingmotor ist als Motor mit externer Wärme-Zuführung vom Konzept her älter als Kraftmaschinen mit interner Verbrennung. Er wurde jedoch durch deren Erfolg als Fahrzeugantrieb in ein Nischendasein getrieben, da er für schnelle Lastwechsel ungeeignet ist. Als Maschine für den Einsatz als Heizkraftblock zur Energieversorgung von Gebäuden erlebt er eine Renaissance.
Das ist vor allem der äußeren Verbrennung zuzuschreiben. Hier kann mit kontinuierlicher Verbrennung gearbeitet werden, was aufgrund der stationären Flamme geringe Abgasemissionen mit sich bringt und auch verschiedenste gasförmige, flüssige und feste Brennstoffe zulässt. Darüber hinaus ist ein geräuscharmer Betrieb möglich. Die Wartungskosten sind im Vergleich zum Verbrennungsmotor geringer, weil er als Heißgasmotor in der Regel ölfrei konstruiert wird. Die Schwierigkeit bei der Herstellung liegt einerseits in der Werkstoffpaarung ölfrei funktionierender Gleitteile (Kolben/Zylinder) und der dauerhaften Dichtigkeit der Arbeitsgas führenden Volumina. Andererseits ist das Design des Wärmetauschers im Kopf des Arbeitszylinders aus hochtemperaturfesten und korrosionsbeständigen Materialien eine Herausforderung.
Ausgeführte Maschinen erreichen in der Praxis nur elektrische Wirkungsgrade um 15–25 Prozent, also deutlich weniger als Motoren mit innerer Verbrennung. Im Gesamtwirkungsgrad kommt der Stirlingmotor jedoch auf über 90 Prozent, wodurch er wegen der zuvor genannten Vorteile für in kleinen Wohngebäuden installierte Nano-BHKWs prädestiniert ist.

### Dampfmotor
Im Dampfmotor wird Wasser in einem geschlossenen Kreislauf erhitzt und verdampft. In einem Expansionsmodul verrichtet der Wasserdampf Arbeit, kondensiert und gibt dabei Wärme an den Heizkreis ab. Anschließend wird es zum Verdampfer zurückgepumpt.
Der Dampfmotor arbeitet wie der Stirlingmotor mit externer Verbrennung, ist daher ähnlich flexibel beim Brennstoff und kommt auch auf ähnlich gute Abgaswerte. Allerdings sind bei den kleinen Dimensionen der Mikro-KWK beim Dampfkreislauf nicht dieselben elektrischen Wirkungsgrade wie beim Großkraftwerk erreichbar, sondern nur um die 10 bis 15 %. Positiv für das Konzept sprechen die geringen Wartungskosten ähnlich einer Brennwerttherme und der Gesamtwirkungsgrad von über 90 %.

### Brennstoffzelle
Die Brennstoffzelle wandelt im Gegensatz zu den obigen Technologien den eingesetzten Energieträger (Wasserstoff, Erdgas, Methanol) nicht über einen thermodynamischen Zwischenschritt in elektrische Energie um, sondern direkt per elektrochemischer Redoxreaktion. Dabei anfallende Abwärme durch elektrischen Widerstand oder durch vorbereitende Reformierung des Brenngases kann als Nutzwärme abgegeben werden. Für die Mikro-KWK sind die Typen PEFC und SOFC von Interesse.
Die Brennstoffzelle hat das höchste technische Potential mit elektrischen Wirkungsgraden von 30–60 %. Sie ist die jüngste Technik, die erst seit kurzer Zeit (10 Jahre) im Fokus der Entwicklung zur Massenanwendung steht. Neben noch bestehenden technischen Problemen, wie der wegen Degradation  noch zu geringen Standzeit der Brennstoffzellen-Stapel, sind weiterhin konstruktions- und fertigungstechnische Fortschritte notwendig, um die Herstellungskosten weiter zu verringern. Beim Einsatz für die Haus-Energieversorgung verfügt die Brennstoffzelle über weitere Vorteile: kaum bewegte Teile, damit wartungsarm (ähnlich einem Brennwertkessel) und nahezu lautlos im Betrieb.

## Wirtschaftlichkeit
Eine Mikro-KWK-Anlage ist eine hocheffiziente Heizung mit einem Primärenergiefaktor der Wärmeversorgung unterhalb von eins. Der Standardwert aus der EnEV beträgt {\displaystyle f_{\text{PE,WV}}=0{,}7} – das ist um ein gutes Drittel besser als der PE-Faktor einer Brennwertheizung mit 1,1. In Einzelzertifizierungen von Mini-BHKW-Baureihen lassen sich auch Werte von 0,6 und darunter nachweisen. Die niedrigen PE-Faktoren ergeben sich durch die Verrechnung mit der Stromgutschrift. Im Endeffekt tauscht man einen höheren Anschaffungspreis der Mikro-KWK-Anlage gegen geringere laufende Kosten für die Energieversorgung des Gebäudes.
Neben dem elektrischen Wirkungsgrad und der Stromkennzahl als Verhältnis von elektrischer zu thermischer Leistung spielt bei der Wirtschaftlichkeitsbetrachtung auch der differentielle Wirkungsgrad {\displaystyle \eta _{\text{diff,el}}} eine Rolle. Er bezeichnet den Quotienten aus Stromertrag {\displaystyle P} zum zusätzlichen Brennstoffbedarf {\displaystyle \Delta Q_{\text{BS}}} im Vergleich zum Referenzkessel bei der Versorgung der Wärmelast {\displaystyle Q_{\text{Last}}} (zur Vereinfachung der Darstellung wird nachfolgend für den Wärmestrom {\displaystyle {\dot {Q}}} der Punkt weggelassen und {\displaystyle Q} geschrieben). Hat der Referenzkessel den gleichen Gesamtwirkungsgrad wie die Mikro-KWK-Anlage {\displaystyle \eta _{\text{Kessel,th}}=\eta _{\text{KWK,th}}+\eta _{\text{KWK,el}}}, d. h., die Abwärmeverluste beider Wärmeerzeuger sind vergleichbar, so ergibt sich:
{\displaystyle {\begin{aligned}\eta _{\text{diff,el}}&={\frac {P_{\text{el}}}{\Delta Q_{\text{BS}}}}={\frac {\eta _{\text{KWK,el}}\cdot {Q_{\text{KWK,BS}}}}{Q_{\text{KWK,BS}}-Q_{\text{Kessel,BS}}}}={\frac {\eta _{\text{KWK,el}}}{1-{\frac {Q_{\text{Kessel,BS}}}{Q_{\text{KWK,BS}}}}}}={\frac {\eta _{\text{KWK,el}}}{1-{\frac {Q_{\text{LAST}}\cdot \eta _{\text{KWK,th}}}{Q_{\text{LAST}}\cdot \eta _{\text{Kessel,th}}}}}}\\&={\frac {\eta _{\text{KWK,el}}}{1-{\frac {\eta _{\text{KWK,th}}}{\eta _{\text{Kessel,th}}}}}}={\frac {\eta _{\text{KWK,el}}}{\frac {\eta _{\text{Kessel,th}}-\eta _{\text{KWK,th}}}{\eta _{\text{Kessel,th}}}}}={\frac {\eta _{\text{KWK,el}}\cdot \eta _{\text{Kessel,th}}}{\eta _{\text{Kessel,th}}-\eta _{\text{KWK,th}}}}\\&={\frac {\eta _{\text{KWK,el}}\cdot \eta _{\text{Kessel,th}}}{(\eta _{\text{KWK,th}}+\eta _{\text{KWK,el}})-\eta _{\text{KWK,th}}}}={\frac {\eta _{\text{KWK,el}}\cdot \eta _{\text{Kessel,th}}}{\eta _{\text{KWK,el}}}}=\eta _{\text{Kessel,th}}\end{aligned}}}
Somit kann ein BHKW mit Brennwerttechnik (Gesamtnutzungsgrad ca. 90 %) den zusätzlich benötigten Brennstoff im Vergleich zu einer klassischen Brennwertheizung (thermischer Nutzungsgrad ca. 90 %) ebenfalls mit ca. 90 % Wirkungsgrad verstromen. Als variable Stromerzeugungskosten {\displaystyle k_{\text{var}}} ergeben sich somit die Brennstoffkosten {\displaystyle k_{\text{BS}}/\eta _{\text{diff,el}}} plus die Wartungskosten. Diese liegen je nach Modulgröße bei aktuell verfügbaren Mini-KWK-Anlagen zwischen 2,5 und 5 ct/kWh. Eine Besonderheit haben die Mikrogasturbinen: Sie zeichnen sich durch geringe Wartungskosten aus, wenn auch ein geringerer elektrischer Wirkungsgrad vorliegt. Die Wärme aus dem Aggregat wird gemäß der Restwertmethode mit den Wärmepreisen bewertet, die ein Referenzkessel mit Brennwerttechnik liefern könnte.
Auf der Ertragsseite ist daher nur noch der Strom zu betrachten, die KWK-Wärme und der Wärme aus dem Referenzkessel sind annahmegemäß gleich zu behandeln. Die elektrische Energie aus dem Kuppelprozess kann nun zum einen eingespeist werden, wodurch der übliche Preis für Strom an der EEX (Baseload-Durchschnitt des vergangenen Quartals) plus die vermiedenen Netznutzungsgebühren zum Ansatz kommen. Zum anderen kann der Strom im Gebäude selbst verwendet werden, wodurch der Tarifstrombezug verdrängt wird. Letztere Möglichkeit ist in der Regel ökonomisch attraktiver, aber bei Häusern mit mehreren Wohneinheiten mit erhöhtem Akquiseaufwand verbunden. Bei beiden Optionen erhält man zusätzlich den KWK-Zuschlag in Höhe von 5,11 ct/kWh während der ersten 10 Jahre.
Der so erzielte Deckungsbeitrag muss die Anfangsinvestition refinanzieren. Die spezifischen Modulkosten liegen im Segment der Mikro-KWK bei ca. 10.000/√Pel €/kW, dazu kommen noch etwa 50 % für Transport, Einbindung und Inbetriebnahme. Bei einem angenommenen Deckungsbeitrag von 10 ct/kWh generiert eine 5-kW-Anlage pro 1000 Betriebsstunden 500 Euro Überschuss. Eine Anfangsausgabe von 25.000 Euro wäre somit nach 50.000 h refinanziert (ohne Förderung nach dem KWKG).

## Marktübersicht

### Verbrennungsmotor
Blockheizkraftwerke mit Verbrennungsmotor sind seit einigen Jahren als kleinste KWK-Anlagen verfügbar.
- Vaillant und Honda präsentierten auf einer Pressekonferenz in Düsseldorf am 3. Februar 2011 das Mikro-Heizkraftwerk Vaillant ecoPOWER 1.0. Es liefert 1 kWel und 2,5 kW Wärme (Gesamtwirkungsgrad 92 %). Es soll bis Jahresmitte in Deutschland erhältlich sein.[7]
- Honda bietet das Mini-BHKW Ecowill[8] an, es liefert 1 kWel und 3,25 kW Wärme (Gesamtwirkungsgrad 85 %). In Japan wird es schon seit 2003 verkauft, im Frühjahr 2007 fand die Markteinführung in den USA statt, in Europa ist das Gerät noch im Test. Mitte 2007 waren in Summe 50.000 Ecowills installiert.[9]
- KW Energie Technik[10] bietet für Mehrfamilienhäuser, Hotel- und Industriebetriebe seit 1995 verschiedene Blockheizkraftwerkmodelle ab 7,5 kWel und 18 kWtherm Leistung für den Betrieb mit Erd-, Flüssig-, Bio- und Klärgas sowie Diesel und Heizöl an.
- PowerPlus Technologies (Vaillant) bietet das Ecopower[11] mit 4,7 kWel und 12,5 kWth (modulierend) an.
- Senertec bietet ihren Dachs seit 1996 an. Er leistet 5,5 kWel und liefert 12,5 kW Wärme.[12]
- Weitere Mini-BHKW finden sich auf den Übersichten von B.KWK,[13] ASUE[14] und BAFA.[15] (Liste von 2013[16][17])

### Stirlingmotor
Der Stirlingmotor ist als Heizkraftblock kommerziell erhältlich.
- In Großbritannien werden „momentan“ die Stirling-Motoren der Marken Microgen[18] und WhisperGen[19] erprobt. Auch in Deutschland finden Feldtests der WhisperGen-Anlagen bei der Gelsenwasser AG[20] und der Gasag[21] statt. Die Geräte eignen sich mit rund einem Kilowatt elektrischer Leistung und 7–14 kW Wärme für den Einsatz im Einfamilienhaus. Nachdem bis Ende 2012 mehr als 700 Whispergen-Stirlingmotoren in Deutschland abgesetzt wurden, ruht der Vertrieb aufgrund der Insolvenz des Herstellers Efficient Home Energy S.L. (EHE) derzeit.[22][23]
- Die Firma Cleanergy AB, Göteborg, SE (ehemals SOLO, bzw. Stirling Systems) hat ein Stirling-BHKW zur Marktreife gebracht.[24] Mit seinen Leistungsdaten (9 kWel und 26 kWth) ist es für größere Gebäude geeignet. Die Maschine zeichnet sich durch Modulationsfähigkeit auf ein knappes Viertel aus. Das Arbeitsgas Helium muss bei Wartungen ergänzt werden, was die Betriebskosten erhöht.
- Die Firma Sunmachine bot ein pelletbetriebenes Stirling-BHKW mit einer elektrischen Dauerleistung von bis zu 3 kWel und 10,5 kWth an.[25] ist aber wegen Insolvenz nicht mehr auf dem deutschen Markt.[26]
- Ein weiteres Konzept für eine Kombination einer Pellet-Heizung mit einem Stirling-Generator ist das Stirling-Power-Modul.[27] Das Projekt wurde 2010 eingestellt.[28]
- Viessmann bietet ein kleines Blockkraftwerk mit Stirling-Motor an.[29]
- Die Firma Ökofen entwickelt eine Pelletsheizung mit integriertem Stirling-Motor.[30] Momentan wird die Entwicklung einem Praxistest unterzogen.[31]
- Die Firma SenerTec GmbH bietet mit dem Dachs Stirling SE einen auf gasförmigen Brennstoffen basierten Heizkessel mit integriertem Stirling-Motor.[32] Die elektrische und thermische Leistung beträgt 1 kWel und 5,8 kWth bzw. 18 kWth durch einen zusätzlichen Brenner.

### Dampfmotor
KWK-Anlagen mit Dampfmotor sind auf dem Weg zur Serienfertigung.
- Bei den BHKW mit Dampfmotor sind die Firmen OTAG und Enginion zu nennen. Enginion hatte die Entwicklung der sogenannten Steamcell[33] zum Ziel, musste jedoch im November 2005 Insolvenz anmelden.[34] Die Firma OTAG hat am 8. Dezember 2011 ebenfalls einen vorläufigen Insolvenzantrag gestellt – das Verfahren läuft noch. (Stand 03/2012)[35]
- Neben dem Erdgas-BHKW wurde mit dem Oel-Waerme-Institut eine Heizöl-Variante entwickelt.[36] 2011 wurde zusätzlich ein Pelletbrenner vorgestellt.

### Brennstoffzellen
Mini-BHKWs mit Brennstoffzellen befinden sich bei vielen Heizgeräteherstellern in der Entwicklungs- und Feldtestphase. Ein ausgedehntes Verbundvorhaben war von 2008 bis 2016 das Projekt Callux, ein bundesweiter Feldversuch, in dem Energieversorger und Entwickler von BZ-Heizgeräten zusammengearbeitet haben.
- Baxi-Innotech: Partnerunternehmen der Brennstoffzellen-Initiative der Europäischen Kommission ene.field.[39]
- Buderus (Marke der Bosch Thermotechnik): Partnerunternehmen der Brennstoffzellen-Initiative der Europäischen Kommission ene.field.[40]
- Ceramic Fuel Cells: Australischer SOFC-Spezialist mit Fertigung in Deutschland. Fertigung und Verkauf des Mikrokraftwerks BlueGen auf Brennstoffzellenbasis.[41][42]
- Dachs InnoGen mit 250 – 700 W elektrischer und 210 – 950 W thermischer Leistung
- Elcore
- Hexis: Das Schweizer Unternehmen ist Partnerunternehmen der Brennstoffzellen-Initiative der Europäischen Kommission ene.field und arbeitet mit dem deutschen  Unternehmen Viessmann[43] an einem Hochtemperatursystemen mit Brennstoffzellen Galileo 1000 N vom Typ SOFC.[44]
- Vaillant: Partnerunternehmen der Brennstoffzellen-Initiative der Europäischen Kommission ene.field.[45]
- Viessmann entwickelt mit Panasonic das Heizsystem Vitovalor 300-P auf Basis einer Niedertemperatur-Brennstoffzelle und mit dem Schweizer Unternehmen Hexis[44] das Hochtemperatur-Brennstoffzellen-Heizgerät Galileo 1000 N.[43]